# Louise Creighton

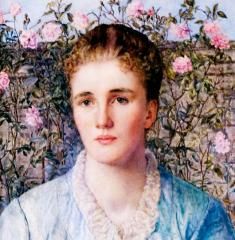
Louise Creighton, 1878

Louise Hume Creighton (* 7. Juli 1850 in Sydenham, Vereinigtes Königreich; † 15. April 1936 in Oxford, Vereinigtes Königreich) war eine britische Frauenrechtlerin und Autorin. Sie war Autorin von Büchern zu historischen und gesellschaftspolitischen Themen und eine Aktivistin für eine stärkere Vertretung der Frauen in der Gesellschaft, einschließlich des Frauenwahlrechts, und in der Church of England. 1868 wurde sie als eine der ersten neun Frauen an der University of London zugelassen.

## Leben und Werk

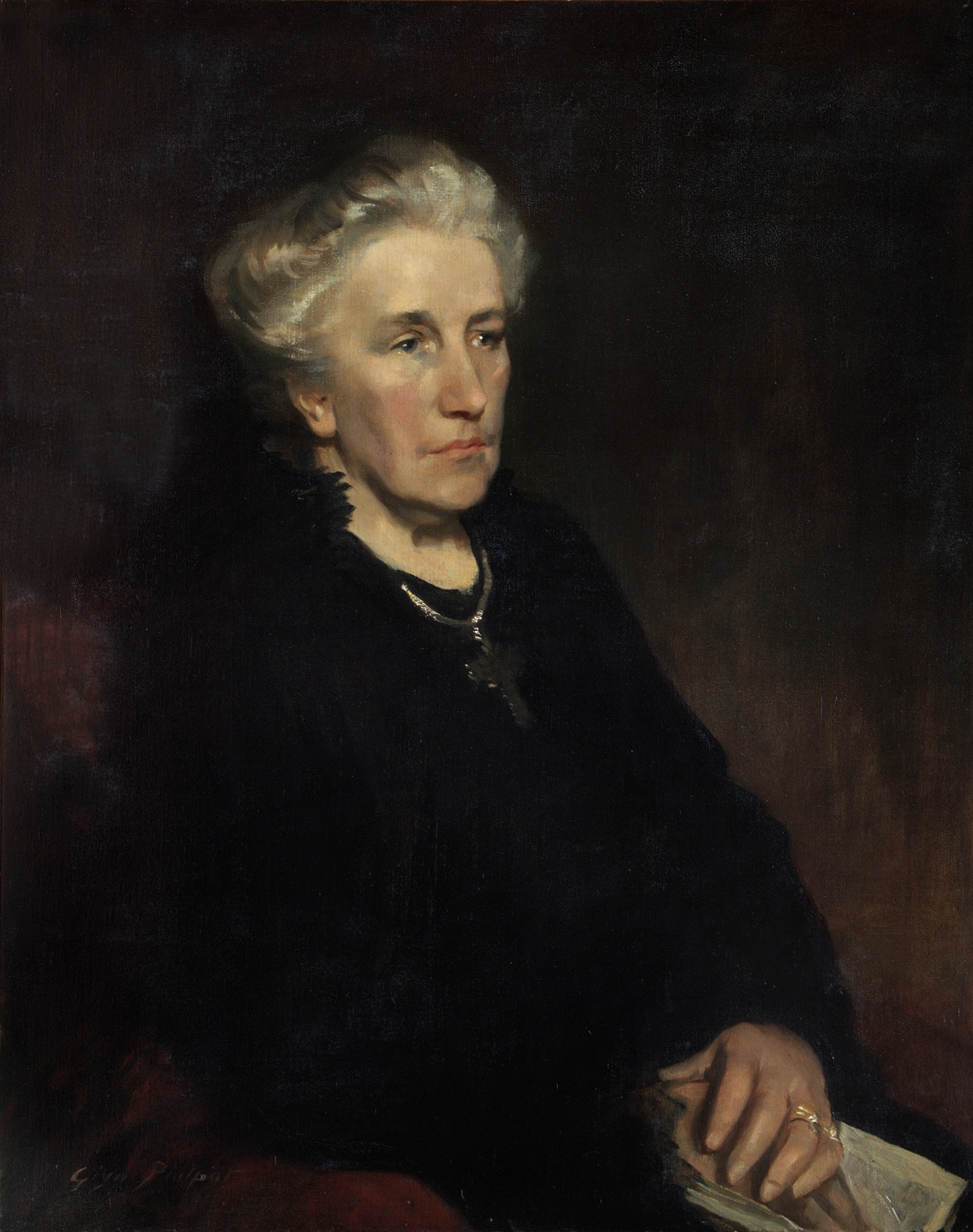
Louise Creighton

Creighton war das zehnte Kind des Kaufmanns Robert William von Glehn und Agnes Duncan. Ihr Vater war deutscher und schottischer Abstammung und wurde in Reval in Estland geboren. Sie hatte eine deutsche Gouvernante und wurde zu Hause unterrichtet. Sie besuchte Unterricht im Crystal Palace und bestand das erste Hochschulexamen für Frauen an der University of London mit Auszeichnung.
Am 8. Januar 1872 heiratete sie in Sydenham den Historiker Mandell Creighton, mit dem sie sieben Kinder bekam. Zusammen mit Mary Augusta Ward und Charlotte Byron Green organisierte sie eine Vorlesungsreihe für Frauen in Oxford. Sie engagierte sich in der religiösen Arbeit, arbeitete ehrenamtlich in einem der ärmsten Viertel der Stadt und gehörte zu den Gründerinnen eines Frauenkomitees, welches Privatlehrer ermutigte, Geschichts- und Literaturkurse für Frauen anzubieten.
1875 zog sie mit ihrer Familie nach Embleton in Northumberland, wo sie zehn Jahre lebten. Sie gründete dort einen Müttertreff und eine Zweigstelle der Girls' Friendly Society. Sie verfasste historische Biografien, eine Child's First History of England und andere historische Geschichten für Kinder sowie einen Roman The Bloom off the Peach, den sie unter dem Pseudonym Lois Hume veröffentlichte.

## Aktivitäten in Cambridge
1884 zog sie mit ihrer Familie nach Cambridge, wo ihr Ehemann einen Lehrstuhl für Kirchengeschichte übernahm. Im folgenden Jahr wurde er zum Kanoniker von Worcester ernannt.
Während ihrer Zeit in Cambridge engagierte sie sich neben ihrer literarischen und sozialen Arbeit in der Bewegung gegen das Frauenwahlrecht. Sie half Mary Augusta Ward Unterschriften für eine Petition gegen das Frauenwahlrecht zu sammeln, die 1889 im The Nineteenth Century veröffentlicht wurde. Als sie erkannte, dass es besser für Frauen wäre, die volle politische Verantwortung zu übernehmen, gab sie ihren Positionswechsel 1906 öffentlich bekannt.
1890 gründeten Creighton und Kathleen Lyttelton gemeinsam die Ladies Dining Society. Viele ihrer Mitglieder waren mit dem Newnham College verbunden, welches Frauen als eines der ersten Colleges in Cambridge eine Ausbildung auf Universitätsniveau anbot. Zu den Mitgliedern zählten die Rektorin des Colleges, Eleanor Mildred Sidgwick, die Ökonomin Mary Paley Marshall, die Altphilologin Margaret Verrall, die Newnham-Dozentinnen Mary Jane Ward und Ellen Wordsworth Darwin, Ida Darwin, Eliza von Hügel und Caroline Jebb und Maud Darwin. Nachdem Creighton weggezogen war, lud sie die Gruppe weiterhin ein, sie in Peterborough und Fulham zu besuchen. Die Gesellschaft traf sich bis zum Ersten Weltkrieg in Cambridge. 
In Cambridge begann ihre langjährige Verbindung mit der National Union of Women Workers (NUWW), einer unpolitischen Organisation von Frauen, die sich der Verbesserung des Lebens berufstätiger Frauen widmete. In den 1880er Jahren war sie deren erste Präsidentin und hatte danach eine Reihe von Führungspositionen.

## Aktivitäten in London
1891 wurde ihr Ehemann zum Bischof von Peterborough ernannt und 1897 zum Bischof von London befördert. Creighton war weiterhin schriftstellerisch tätig. Sie führte nicht nur ihre Arbeit für die NUWW und die Mothers' Union fort, sondern sprach auch bei Frauenversammlungen auf Kirchenkongressen. In London belebte sie die Women's Diocesan Association neu und initiierte die Girls' Diocesan Association, deren erste Präsidentin ihre Tochter Beatrice war. Sie war von Beginn an Mitglied des London Council for the Promotion of Morality.
1901 starb ihr Ehemann und sie erhielt eine Wohnung im Hampton Court Palace, wo sie bis 1927 lebte. Wenige Monate nach dem Tod ihres Mannes begann sie mit dem zweibändigen Werk Life and Letters of Mandell Creighton (1904). Sie sammelte und redigierte auch neun Bände seiner Reden, Predigten, Vorträge und Essays. Von den vierundzwanzig Büchern, die sie im Laufe ihres Lebens schrieb oder redigierte, schrieb sie dreizehn während ihrer Jahre als Witwe. Dazu gehörten Biografien, eine Monographie über Missionen, Vorlesungen über Haushaltsökonomie an der London School of Economics and Political Science und Vorlesungen über Staatstheorie.
1908 leitete sie die Frauenversammlungen beim Pan-Anglikanischen Kongress. 1910 nahm sie an der Weltmissionskonferenz in Edinburgh teil. Während des Ersten Weltkriegs unterstützte sie die National Mission of Repentance and Hope und die Life and Liberty Movement, die sich für mehr Selbstverwaltung und Reformen der Church of England einsetzte. 
Sie war Mitglied zweier königlicher Kommissionen, der Kommission der London University und der Kommission für Geschlechtskrankheiten, sowie des Joint Committee of Insurance Commissioners.
Creighton zog Ende der 1920er Jahre nach Oxford, wo sie dem Verwaltungsrat der Lady Margaret Hall angehörte.
Sie starb 1936 im Alter von 85 Jahren in Oxford. Ihre Asche wurde im Grab ihres Mannes in der St. Paul's Cathedral beigesetzt. 

## Veröffentlichungen (Auswahl)
- Life of Edward the Black Prince. Alpha Editions, 2023, ISBN 978-9356904330.
- Some Famous Women (Classic Books). Lettel Books, 2024.
- Life of sir Walter Ralegh. Antigonos Verlag, 2024, ISBN 978-3388344119
- Life of John Churchill, duke of Marlborough. Antigonos Verlag, 2024, ISBN 978-3388002095.